# 罗丹明B
罗丹明B /ˈroʊdəmiːn/，又称玫瑰红B或玫瑰精B、鹽基性桃紅精(紅花米)，是一种合成化学物和一种染料。它常溶解在水中，作为示踪染料来确定水流动的速率和方向。罗丹明染料能发出荧光，因此荧光计容易侦测到它。罗丹明染料也被广泛用于荧光显微镜，流式细胞仪，荧光相关光谱学及酶联免疫吸附试验等生物技术中。
在生物学中，罗丹明B被用作染色用荧光染料，有时还会与金胺O一起使用，即金胺-罗丹明染色，来显示抗酸性生物，尤其是结核杆菌。
当被作为激光器染料时，罗丹明B在大约610 nm处是可调的。它发出的荧光的量子产额在碱性乙醇中为0.65，在乙醇中为0.49， 1.0,而在94%乙醇中为0.68。荧光产额是被温度所决定的。

## 溶解度
罗丹明B在水中的溶解度约为15 g/L，显蓝色并带有强的黄色荧光。然而，它在乙酸溶液(体积分数30%)达到约400 g/L。用氯消毒的自来水会使罗丹明B分解。 
它还可以微溶于三氯甲烷（0.11g/100mL）、丙酮和1mol/L盐酸。
罗丹明B溶液能被塑料吸附，因此应该被保存在玻璃瓶中。

## 其他用途

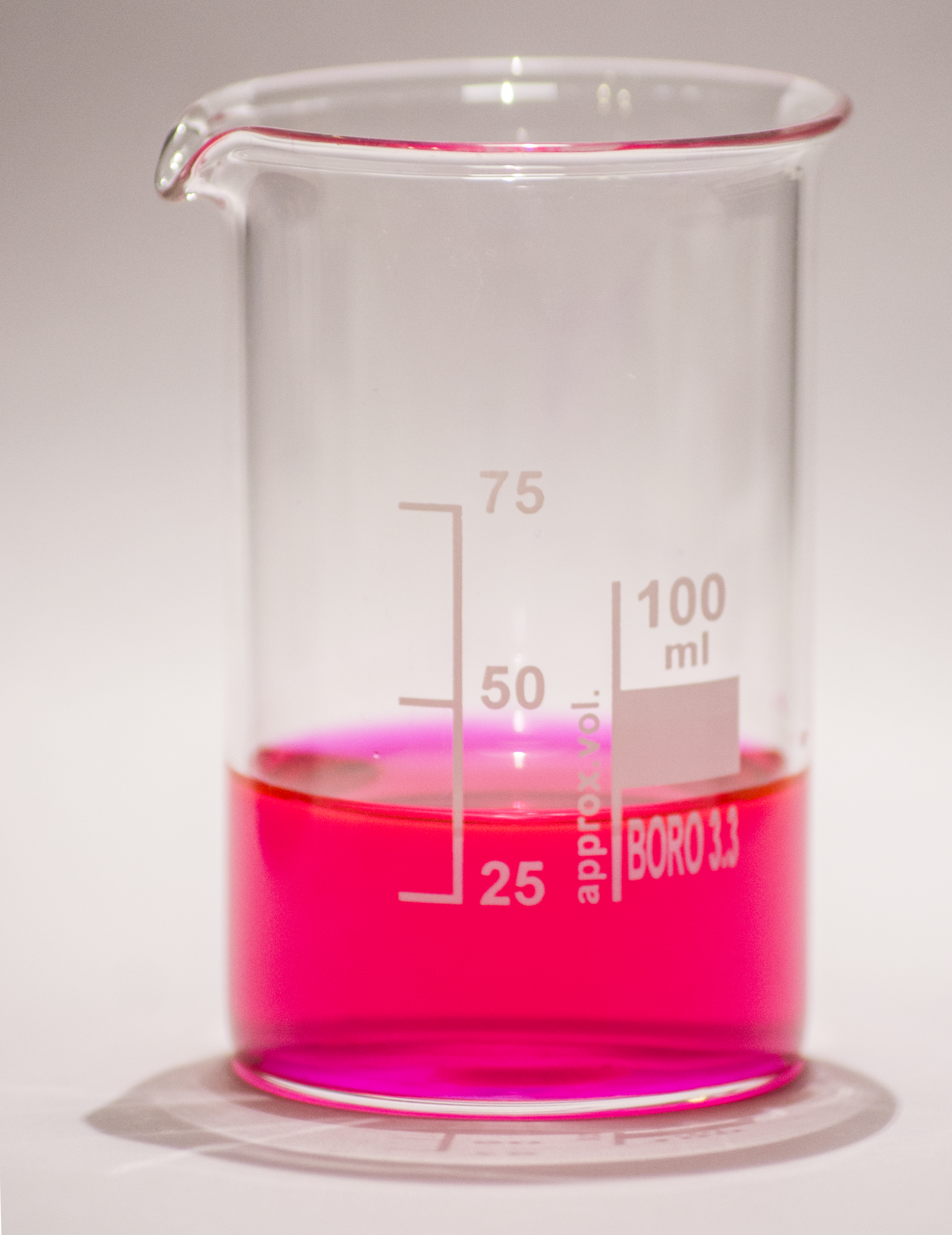
罗丹明B水溶液

罗丹明B正在接受作为野生动物（例如浣熊）的口服狂犬病疫苗的生物标记的测试，来识别那些已经服用了疫苗的动物。罗丹明B会被混入这些动物的感觉毛和牙齿中。
它也常常与除草剂连用，以显示它已被用于哪些地方。
罗丹明B（BV10）也可以与喹吖啶酮品红Y(PR122)混合，来制作出亮紫色的，被称为“Opera Rose”的水彩颜料。

## 安全和健康
在台灣禁止使用於食品中。
在加利福尼亚州，罗丹明B被怀疑有致癌性，因此含有该物质的产品必须在标签上包含一个警示标志。
在新泽西州，材料安全性数据表文件指出该化合物对实验室动物的致癌性仅存在有限的证据，而完全没有证据显示對人类具有致癌性。